# Pseudoconalia
Pseudoconalia is een geslacht van kevers uit de familie spartelkevers (Mordellidae).
Het geslacht is voor het eerst wetenschappelijk beschreven in 1950 door Ermisch.

## Soorten
Het geslacht omvat de volgende soort:
- Pseudoconalia debeauxi (Franciscolo, 1942)